# Åkerhumla
Åkerhumla (Bombus pascuorum) är en insekt i överfamiljen bin (Apoidea). 

## Beskrivning
Åkerhumlan är en ganska långtungad humla. Den är orangebrun på mellankropp och bakkroppsspets. Främre delen av bakkroppen är svart; dock har den första tergiten oftast både rödbrun och svart behåring. Andra tergiten kan hos drottningar och hanar vara mer eller mindre rent gult. Melanistiska (mer eller mindre helsvarta) individer förekommer. Humlan liknar mosshumla och backhumla, men dessa saknar bakkroppens svarta band. Humlorna, speciellt arbetarna och hanarna, varierar mycket i färgteckning. Arbetarna varierar dessutom i storlek; vissa kan vara nästan så stora som drottningen, men de flesta är klart mindre.

## Ekologi
Åkerhumlan förekommer i skog, skogsbryn, parker, lundar, på äng, vid trädgårdar och villabebyggelse. I dagens monokulturella åkermiljöer förekommer den inte, trots sitt svenska trivialnamn.
Näringsväxter är kransblommiga växter, bland annat salvia, kråkvicker, hallon, gökärt, fruktträd, ärtväxter, rödklöver, vitplister, getväppling, sälg, lejongap, rallarros, häckvicker, vallört, midsommarblomster, oxtunga, åkertistel, och humleblomster.. Boet inrättas oftast ovan jord, i grästuvor, lövhögar och sorkars vinterbon.. Det konstrueras vanligtvis av mossa eller annan växtlighet som mer eller mindre flätas samman. Normalt innehåller det mellan 100 och 200 arbetare, även om så många som 250 har konstaterats.
Enligt vissa forskare är det möjligt att arten söderut (bland annat England) har två generationer per år.
De övervintrande drottningarna kommer fram i mars och flyger till omkring juni, medan de första arbetarna visar sig i april, och könsdjuren (ungdrottningar och drönare) är aktiva från juli till oktober (drottningarna övervintrar därefter). I de norra delarna av utbredningsområdet tenderar humlan att visa sig upptill ett par månader senare.

## Predatorer
Åkerhumlan parasiteras av boparasiten åkersnylthumla, i Sverige upp till norra Svealand (nordligare längs kusten). Som många andra humlor med bon ovan markytan predateras den även av grävlingar och rävar.

## Utbredning
Humlan är vanlig i större delen av Europa utom de allra nordligaste delarna som tundran, de arktiska öarna, Shetlandsöarna och Färöarna. Däremot finns den på Orkneyöarna och Island. Den finns inte heller längst i söder, från södra halvan av Iberiska halvön över Italien till Balkan. Däremot finns den i de tempererade delarna av Asien österut till Kina.
I Sverige förekommer den över hela landet upp till strax ovan skogsgränsen. 
I Finland är arten vanlig i hela landet, från Åland och sydkusten till norra Lappland. Dock har de flesta observationerna gjorts i de södra delarna av landet.

## Underarter
Lista över vetenskapliga namn och i förekommande fall svenskt trivialnamn och kommentar: 
- Bombus pascuorum pascuorum
- Bombus pascuorum melleofacies
- Bombus pascuorum intermedius
- Bombus pascuorum dusmeti
- Bombus pascuorum bofilli
- Bombus pascuorum maculatus
- Bombus pascuorum freygessneri
- Bombus pascuorum rufocitrinus
- Bombus pascuorum rufostriatus
- Bombus pascuorum septentrionalis
- Bombus pascuorum siciliensis
- Bombus ppascuorum smithianus – i Sverige förekommer den i Torne och Lule lappmarker[6]
- Bombus pascuorum vulgo
- Bombus pascuorum floralis
- Bombus pascuorum gotlandicus (Gotlandshumla) - Gotländsk helröd underart
- Bombus pascuorum pallidofacies (Sydlig åkerhumla) – Underart i Götaland och Svealand
- Bombus pascuorum paphlagonicus
- Bombus pascuorum rehbinderi
- Bombus pascuorum mniorum (Dansk åkerhumla) – Underart runt Öresund och på Själland
- Bombus pascuorum smithianus (Arktisk åkerhumla) – Underart i Lapplandsfjällen
- Bombus pascuorum moorselensis
- Bombus pascuorum olympicus
- Bombus pascuorum sparreanus (Norrländsk åkerhumla) – Underart i Norrland söder om fjällvärlden
- Bombus pascuorum taleshensis

## Status
Arten är klassificerad som livskraftig i både Sverige och Finland.

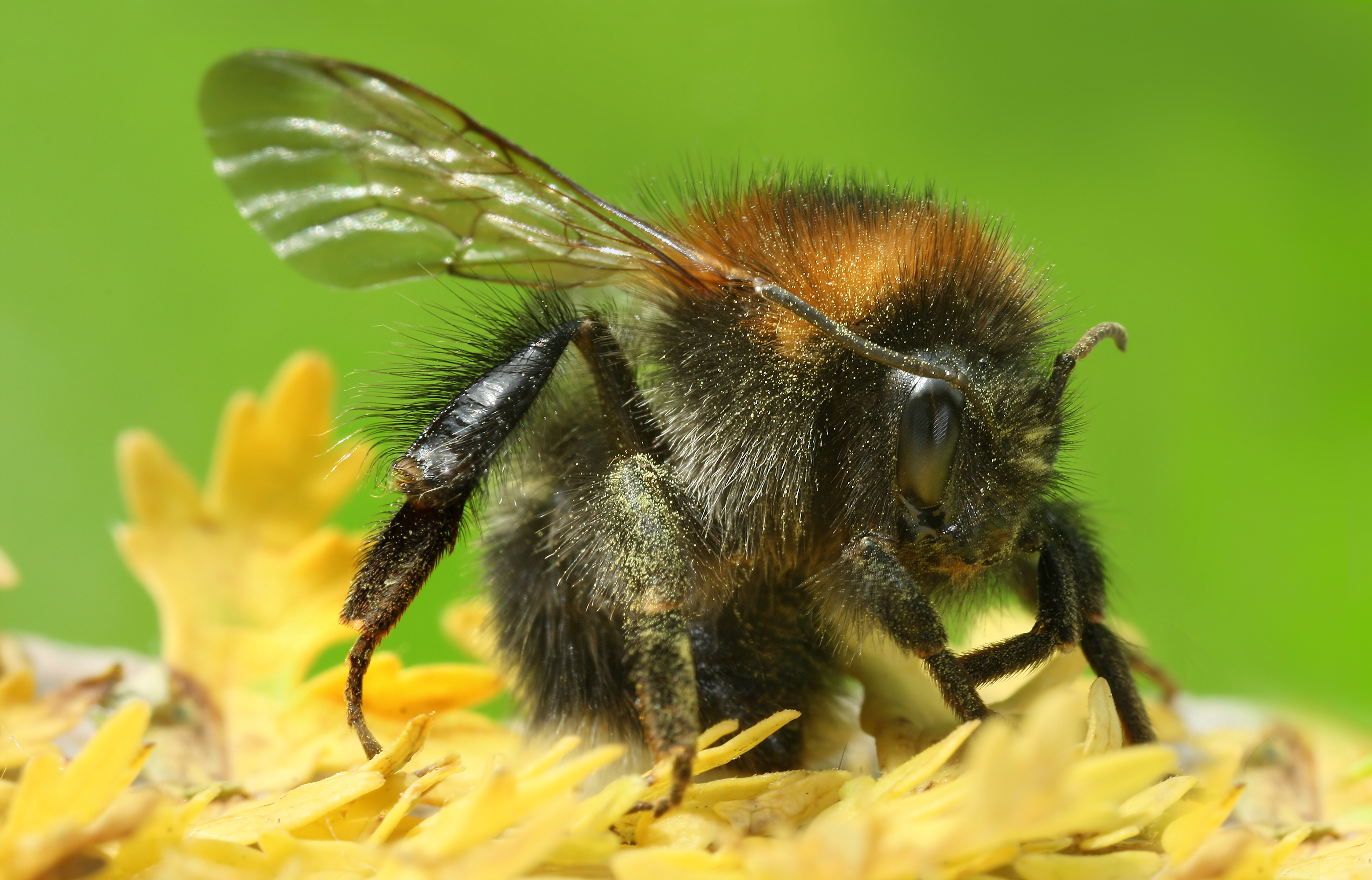
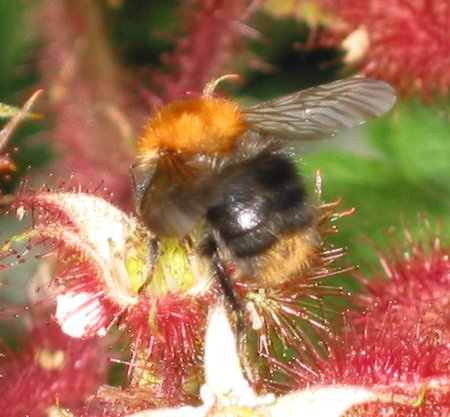
Melanistisk individ
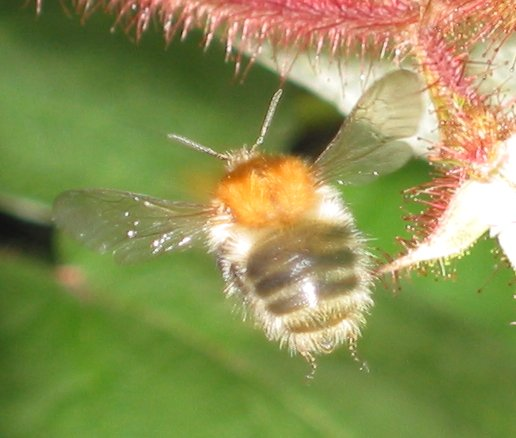
Ljust färgad individ
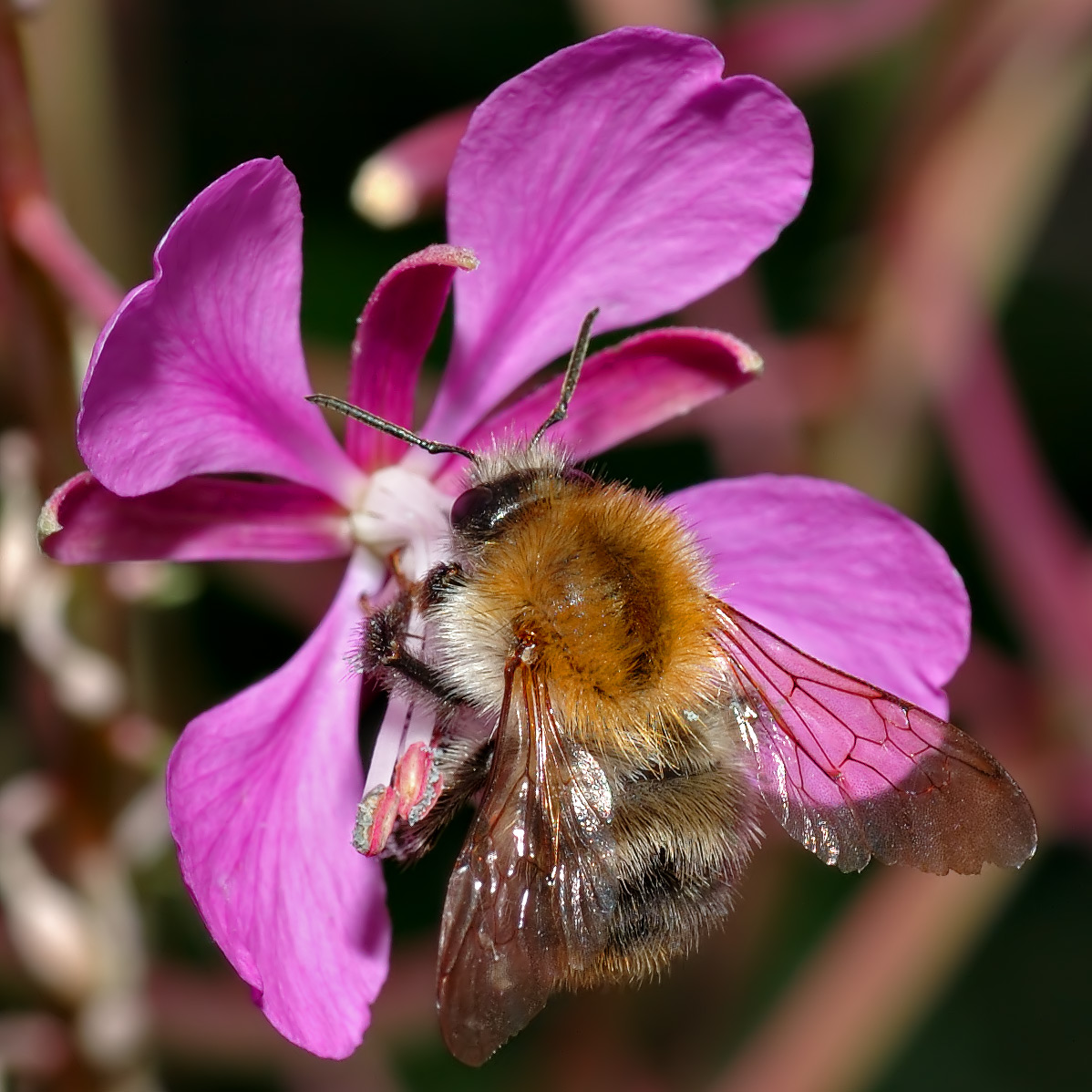
Drottning